# ミデルブルフ
ミデルブルフ（オランダ語: Middelburg [ˈmɪdəlbʏrx] ( 音声ファイル)）は、オランダ南西部の都市で ワルヘラン半島に位置するゼーラント州の州都である。

## 歴史
人口47,000人ほどの市で、その歴史は8世紀後半から9世紀始めにさかのぼることができる。初めてミデルブルフについての記録が残るのは、ヴァイキングの侵略に対するワルヘラン島の3つの防御点の一つで地名は'中央の城砦'の意味に由来する。844年に修道院が立てられ、これはスペインからの独立時まで、存続した。修道院は現在は博物館、役所として使われている。1217年に都市の権利を認められた。
重要な商業の中心地として栄え、中世の間を通じてイギリスとフランドルの間の交易に重要な役割を果たした。17世紀に入るとオランダ東インド会社の重要な貿易拠点となった。
1940年5月17日にドイツ軍の爆撃を受け町の中心の大部分が破壊されたが、第二次世界大戦終結前には既に修復計画を立て復元が行われた。

## 姉妹都市
- フィルフールデ、ベルギー
- 長崎市、日本（1978年提携[1]）
- シメリア、ルーマニア
- グウォグフ、ポーランド
- テイウス、ルーマニア
- フォークストン、イギリス

## 出身者
- サハリアス・ヤンセン - 顕微鏡の発明者
- ヤーコプ・ロッヘフェーン - 探検家（イースター島を発見）
- エリザベト・ウィルボーダス - 柔道家